# Krčenik
Krčenik (1991-ig Krčenik Moslavački) falu Horvátországban, Eszék-Baranya megyében. Közigazgatásilag Monoszlóhoz tartozik.

## Fekvése
Eszéktől légvonalban 59, közúton 71 km-re északnyugatra, Alsómiholjáctól légvonalban 15, közúton 19 km-re nyugatra, községközpontjától 3 km-re délre, a Szlavóniai-síkságon, a Monoszlóról Ferencfalvára menő út mentén fekszik.

## Története
A település neve a „krčiti” (irtani) igéből származik. Az első világháborút követő földreform során erdőirtással keletkezett főként Dalmáciából érkezett horvát lakosság betelepülésével Monoszló déli, Selišće nevű határrészén. A „Selišće” név azt sejteti, hogy itt már a régebbi időben is volt település. Lakosságát 1921-ben számlálták meg először, akkor 148 lakosa volt. Lakosságának maximumát 1961-ben érte el 1094 fővel. Ezután a fiatalok elvándorlása miatt lakosságszáma folyamatosan csökkent. 1991-ben lakosságának 94%-a horvát, 3%-a szerb nemzetiségű volt. 2011-ben a falunak 334 lakosa volt.

## Lakossága
| Lakosság változása | Lakosság változása | Lakosság változása | Lakosság változása | Lakosság változása | Lakosság változása | Lakosság változása | Lakosság változása | Lakosság változása | Lakosság változása | Lakosság változása | Lakosság változása | Lakosság változása | Lakosság változása | Lakosság változása | Lakosság változása |
| ------------------ | ------------------ | ------------------ | ------------------ | ------------------ | ------------------ | ------------------ | ------------------ | ------------------ | ------------------ | ------------------ | ------------------ | ------------------ | ------------------ | ------------------ | ------------------ |
| 1857               | 1869               | 1880               | 1890               | 1900               | 1910               | 1921               | 1931               | 1948               | 1953               | 1961               | 1971               | 1981               | 1991               | 2001               | 2011               |
| 0                  | 0                  | 0                  | 0                  | 0                  | 0                  | 148                | 325                | 899                | 1.056              | 1.094              | 810                | 565                | 533                | 432                | 334                |

## Nevezetességei
Szent Mihály arkangyal tiszteletére szentelt római katolikus temploma a monoszlói Kisboldogasszony plébánia filiája.

## Oktatás
A településen a villyói Ante Starčević általános iskola négyosztályos alsó tagozatos területi iskolája működik.

## Sport
- Az NK Krčenik labdarúgóklub működése jelenleg szünetel.
- BK Krčenik bocsaklub.

## Egyesületek
- DVD Krčenik önkéntes tűzoltó egyesület.
- LD „Kuna” Krčenik-Moslavina vadásztársaság.
- UM „Dalmatinac” Krčenik ifjúsági egyesület.